# Financiadora de Estudos e Projetos
A Financiadora de Estudos e Projetos (FINEP), é uma empresa pública brasileira de fomento à ciência, tecnologia e inovação em empresas, universidades, institutos tecnológicos e outras instituições públicas ou privadas, sediada no Rio de Janeiro.
A empresa é vinculada ao Ministério da Ciência, Tecnologia e Inovação.

## Fundação
A FINEP foi criada em 24 de julho de 1967, para institucionalizar o Fundo de Financiamento de Estudos de Projetos e Programas, criado no ano de 1965. Posteriormente, a FINEP substituiu e ampliou o papel até então exercido pelo Banco Nacional de Desenvolvimento Econômico e Social e seu Fundo de Desenvolvimento Técnico-Científico com a finalidade de financiar a implantação de programas de pós-graduação nas universidades brasileiras.

## Principais desafios
Os principais desafios que a Finep se propõe a enfrentar por meio da promoção da inovação são:
- Dotar a economia brasileira de capacidade de inovação para o enfrentamento de desafios nacionais e globais;
- Estimular a implantação de atividades contínuas de P&D nas empresas;
- Apoiar a inserção de empresas inovadoras nos mercados nacional e global;
- Elevar a competitividade das empresas e instituições brasileiras;
- Reverter a vulnerabilidade externa das empresas e instituições nacionais nos segmentos intensivos em tecnologia;
- Estimular a participação do capital privado em inovação; e
- Apoiar inovações que promovam a sustentabilidade.

## Financiamentos
Existem duas formas de financiamentos disponíveis, são eles: financiamentos reembolsáveis e não-reembolsáveis, que abrangem diversas áreas de desenvolvimento científico e tecnológico. Pesquisas básicas ou aplicadas, inovações e desenvolvimento de produtos, serviços e processos, entre outros projetos como implantação de parques tecnológicos e inovações em empresas já estabelecidas, encontros, seminários, congressos e feiras tecnológicas.
A FINEP também atua de forma cada vez mais intensa no apoio a empresas de base tecnológica. Desde 2000, a partir do Projeto Inovar, que envolvia amplo, estruturado e transparente conjunto de ações de estímulo a novas empresas, por meio de um leque de instrumentos, realiza aporte de capital de risco, indiretamente via fundos de capital de risco e diretamente via fundo proprietário (FIP Inova Empresa).